# Visana
Visana mit Sitz in Bern ist ein Schweizer Versicherungskonzern für Kranken- und Unfallversicherungen. Die Unternehmensgruppe zählt über 644'000 grundversicherte Personen. Insgesamt zählt sie über rund 848'000 privatversicherte Personen sowie 16'500 versicherte Firmen, Behörden und Verbände. Die Visana-Gruppe erwirtschaftet mit rund 1'400 Mitarbeitern an rund 50 Standorten ein Prämienvolumen von 3,9 Milliarden Schweizer Franken.
Per 1. Januar 2024 schliesst sich die Visana, vorbehaltlich der Genehmigung durch die Aufsichtsbehörden, mit der Atupri in der als Stiftung geführten Krankenversicherungs-Gruppe  Atusana zusammen.

## Tätigkeitsgebiet
Die Visana-Gruppe gehört zu den grössten schweizerischen Kranken- und Unfallversicherern. Sie bietet die obligatorische Krankenpflegeversicherung (OKP) nach Krankenversicherungsgesetz (KVG), Zusatz- und Sachversicherungen nach Versicherungsvertragsgesetz (VVG), Unfallversicherungen nach Unfallversicherungsgesetz (UVG) sowie Vorsorgelösungen und Autoversicherungen an.
Das Unternehmen versichert Privatkunden (Einzelpersonen und Familien) sowie Unternehmenskunden (Firmen, öffentliche Institutionen und Verbände). Für Letztere bietet sie unter anderen Lohnausfall- und Unfallversicherungen an. Darüber hinaus gehören auch Hausrat-. Gebäude-, Privathaftpflicht- und Rechtsschutzversicherungen zum Angebot.
Die Visana-Gruppe umfasst acht Gesellschaften. Die Visana AG, sana24 AG, vivacare AG und Galenos AG betreiben die obligatorische Krankenpflegeversicherung und sind der Aufsicht durch das Bundesamt für Gesundheit (BAG) unterstellt. Die Visana Versicherungen AG betreibt das Zusatz- und Unfallversicherungsgeschäft und ist der Eidgenössischen Finanzmarktaufsicht (FINMA) unterstellt.
Die Visana Services AG ist die Dienstleistungsgesellschaft des Unternehmens, bei der alle Mitarbeitenden angestellt sind. Die Stiftung Visana Plus besitzt 100 Prozent des Aktienkapitals der Visana Beteiligungen AG. Sie unterstützt überdies Projekte der Gesundheitsförderung und -prävention.

## Geschichte
Das Unternehmen ging 1996 mit dem Inkrafttreten des neuen Krankenversicherungsgesetzes aus der Fusion der drei Krankenkassen KKB (gegründet 1870), Grütli (gegründet 1872) und Evidenzia (gegründet 1990) hervor.
1998 sorgte das Unternehmen für Schlagzeilen, als sie die Grundversicherung in acht Kantonen aufgab. Als Reaktion darauf kündigte das Eidgenössische Departement des Innern an, in Zukunft verhindern zu wollen, „dass das Beispiel des Rückzugs der Visana aus der Grundversicherung in einzelnen Kantonen Schule macht.“  Per 1. Januar 2009 nahm Visana ihre Tätigkeit als Grundversicherer in allen Kantonen wieder auf und ist seither schweizweit tätig.
2006 gründete Visana die zwei unabhängigen Tochtergesellschaften sana24 und vivacare. Im Herbst 2013 wurden die drei Kassen Visana, sana24 und vivacare unter der Dachmarke Visana zusammengefasst. 2018 erfolgte die Übernahme der Zürcher Versicherung Galenos. 2022 erwarb Visa eine Minderheitsbeteiligung an Liberty Vorsorge.